# Prêt-à-Porter
Prêt-à-Porter is een Amerikaanse komische dramafilm uit 1994 geregisseerd door Robert Altman. De acteurs wonnen hiermee een National Board of Review Award voor hun samenspel. De productie werd tevens genomineerd voor Golden Globes voor beste film in de categorie 'komedie of musical' en voor beste bijrolspeelster (Sophia Loren).
De film gaat over een modeshow in Parijs met de ontwerpers, modellen en fotografen. De hoofdrollen worden vertolkt door Marcello Mastroianni en Sophia Loren.

## Rolverdeling
| Acteur                              | Personage               |
| ----------------------------------- | ----------------------- |
| Marcello Mastroianni                | Sergei/Sergio           |
| Sophia Loren                        | Isabella de la Fontaine |
| Jean-Pierre Cassel                  | Olivier de la Fontaine  |
| Kim Basinger                        | Kitty Potter            |
| Chiara Mastroianni                  | Sophie Choiset          |
| Stephen Rea                         | Milo O'Brannigan        |
| Anouk Aimée                         | Simone Lowenthal        |
| Rupert Everett                      | Jack Lowenthal          |
| Rossy de Palma                      | Pilar                   |
| Tara Leon                           | Kiki Simpson            |
| Georgianna Robertson : Dane Simpson |                         |
| Lili Taylor                         | Fiona Ulrich            |
| Ute Lemper                          | Albertine               |
| Forest Whitaker                     | Cy Bianco               |
| Tom Novembre                        | Reggie                  |
| Richard E. Gran                     | Cort Romney             |
| Anne Canovas                        | Violetta Romney         |
| Julia Roberts                       | Anne Eisenhower         |
| Tim Robbins                         | Joe Flynn               |
| Lauren Bacall                       | Slim Chrysler           |
| Lyle Lovett                         | Clint Lammeraux         |
| Tracey Ullman                       | Nina Scant              |
| Sally Kellerman                     | Sissy Wanamaker         |
| Linda Hunt                          | Regina Krumm            |
| Teri Garr                           | Louise Hamilton         |
| Danny Aiello                        | Major Hamilton          |
| Jean Rochefort                      | Inspecteur Tantpis      |
| Michel Blanc                        | Inspecteur Forget       |

Daarnaast spelen een aantal modeontwerpers en topmodellen zichzelf in de film: Paolo Bulgari, Thierry Mugler, Gianfranco Ferré, Issey Miyake, Nicola Trussardi, Jean-Paul Gaultier, Sonia Rykiel, Helena Christensen, Linda Evangelista, Tatiana Sorokko, Claudia Schiffer, Christy Turlington, Naomi Campbell en Carla Bruni. Ook Harry Belafonte, Cher (als henzelf) en Björk (als model) zijn te zien in de film.

## Prijzen en nominaties
- 1995 - Golden Globe
  - Genomineerd: Beste komediefilm
  - Genomineerd: Beste vrouwelijke bijrol (Sophia Loren)
- 1994 - NBR Award
  - Gewonnen: Beste acteurs

## Filmmuziek
Columbia Records bracht de muziek van de film uit op cd. Op het album staan volgende nummers:
1. "Here Comes the Hotstepper (Heartical Mix)" - Ini Kamoze
2. "My Girl Josephine" - Super Cat
3. "Here We Come" - Salt-n-Pepa
4. "Natural Thing" - M People
5. "70's Love Groove" - Janet Jackson
6. "Jump On Top On Me" - The Rolling Stones
7. "These Boots Are Made for Walkin' - Sam Phillips
8. "Pretty (Remix)" - The Cranberries
9. "Martha" - Deep Forest
10. "Close To You" - The Brand New Heavies
11. "Keep Givin' Me Your Love (West End Mix)" - CeCe Peniston
12. "Get Wild" - New Power Generation
13. "Supermodel Sandwich" - Terence Trent D'Arby
14. "Lemon (Perfecto Mix)" - U2

De single "Here Comes the Hotstepper" van Ini Kamoze was een nummer-1-hit in de Billboard Hot 100 in december 1994.